# Alejandro González (tenista)
Alejandro González (Medellín, 7 de febrero de 1989) es un extenista profesional colombiano. Su clasificación individual más alta ha sido el n.º 70 alcanzado el 9 de junio de 2014, mientras que en dobles logró el puesto n.º 177 el 2 de agosto de 2010.

## Carrera

### 2013
Tras nacer en Medellín, Alejandro González ganó en marzo del año 2013 el Challenger de Salinas 2013 en Ecuador, obteniendo así su primer título individual en el circuito ATP . En la final venció al argentino Renzo Olivo en tres sets. Anteriormente, ya había ganado siete torneos individuales y seis de dobles en el circuito Future ITF y tres torneos de la ATP Challenger Series en dobles.
En julio del 2013 disputa por primera vez un encuentro por la máxima categoría del tenis, en el Torneo de Bogotá 2013. Perdió en primera ronda ante el francés Adrian Mannarino, en tres sets. 
El 28 de julio gana su segundo título challenger en el Challenger de Medellín 2013 derrotando en la final al argentino Guido Andreozzi en dos sets. 
El 4 de agosto vuelve a ganar otro título challenger (tercero del año) y nuevamente derrota a otro argentino en la final. Esta vez derrotó a Eduardo Schwank por 6-2 y 6-3, para quedarse con la primera edición del São Paulo Challenger de Tenis.
En el mes de noviembre y haciendo dupla con su compatriota Juan Sebastián Cabal se coronó campeón del torneo de dobles del Seguros Bolívar Open Bogotá, torneo que se disputó en el Club Campestre El Rancho. Se impusieron ante la pareja también local formada por Nicolás Barrientos y Eduardo Struvay con parciales 6-3 y 6-2 en un partido que se había suspendido la jornada anterior por lluvia cuando se había terminado el primer set.

### 2014

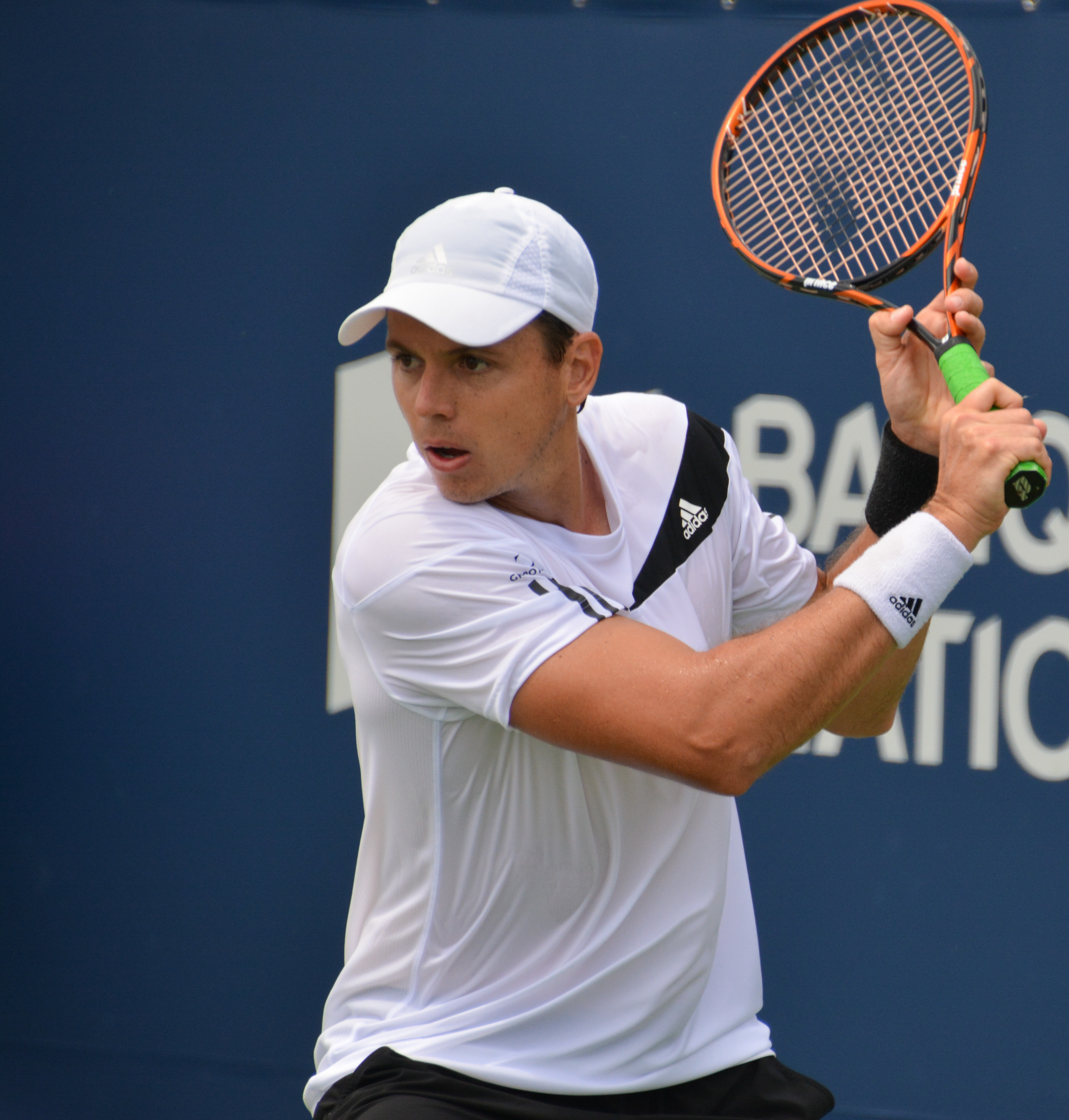
Alejo González en agosto del 2015.

Comienza el año haciendo su debut en un torneo Grand Slam. Participa en el Australia Open con la mala fortuna de cruzarse en primera ronda ante el tercer cabeza de serie, el español David Ferrer. El resultado fue derrota por 3-6, 4-6 y 4-6. Luego disputaría cuatro torneos por Sudamérica en los que caería en todos en la primera ronda: Viña del Mar, Buenos Aires, Río de Janeiro y Sao Paulo. 
Su mejor resultado hasta ahora del año llegaría en el Masters de Indian Wells 2014. Venció en las dos primeras rondas a Adrian Mannarino e Ivan Dodig tras dos intensos partidos a tres sets. En tercera ronda se cruzaría con el N. 2 Novak Djokovic arañándole un set aunque perdiendo por 1-6, 6-3, 1-6. En Miami venció en primera ronda a Malek Jaziri para caer en segunda ante Richard Gasquet. 
Comenzaría su tierra batida en Houston alcanzando los cuartos de final tras derrotar a Marcos Baghdatis y Feliciano López, para ceder ante su compatriota Santiago Giraldo por 3-6 y 4-6. No logró clasificarse para el Masters de Madrid, pero sí para el de Roma donde cayó en primera ronda ante el francés Stéphane Robert. Tras esto llegaría Roland Garros donde derrotaría en su primer compromiso al estadounidense Michael Russell en tres sets, cayendo claramente ante el local Gilles Simon en segunda ronda.
Como Capitán de Billie Jean King Cup
Durante la fase clasificatoria de la Billie Jean King Cup 2025, celebrada en Brisbane, Australia, el equipo colombiano, bajo la dirección de Alejandro González, enfrentó una de sus actuaciones más pobres en la historia del torneo, y de cualquier país en general. Colombia fue derrotada 0-3 tanto por Kazajistán como por Australia, logrando ganar solo uno de los 18 sets disputados en ambas series. En el enfrentamiento contra Kazajistán, Yulia Putintseva venció a Valentina Mediorreal con un marcador de 6-0, 6-1, mientras que Elena Rybakina superó a Yuliana Lizarazo 6-1, 6-2. En el partido de dobles, la dupla kazaja se impuso con parciales de 6-2, 5-7, 6-4. Posteriormente, ante Australia, Maya Joint derrotó a Yuliana Monroy 6-1, 6-0, y Kimberly Birrell venció a Lizarazo 6-1, 6-3. El equipo australiano completó la serie con una victoria en dobles por 6-0, 6-1. Esta actuación dejó a Colombia en la última posición del Grupo D, con un balance de 0-6 en partidos y 1-12 en sets, marcando una de las peores participaciones del país en la competición
1. ↑  Juan Sebastian Cabal y Alejandro Gonzales campeones del Open de Bogota Archivado el 11 de noviembre de 2013 en Wayback Machine.
2. ↑  «Colombia vs Australia».
3. ↑  «Resultados Billie Jean King Cup 2025».

.

## Participaciones en Grand Slam
| Abierto de Australia        | A | A | 1R | 2R | A  | 1-2 | 0 |
| Roland Garros               | A | A | 2R | A  | A  | 1-1 | 0 |
| Wimbledon                   | A | A | 1R | A  | A  | 0-1 | 0 |
| Abierto de Estados Unidos   | A | A | 2R | 1R | A  | 1-2 | 0 |
| ATP World Tour Masters 1000 |   |   |    |    |    |     |   |
| Indian Wells                | A | A | 3R | A  | A  | 2-1 | 0 |
| Miami                       | A | A | 2R | A  | 1R | 1-2 | 0 |
| Montecarlo                  | A | A | A  | A  | A  | 0-0 | 0 |
| Madrid                      | A | A | A  | 1R | A  | 0-1 | 0 |
| Roma                        | A | A | 1R | A  | A  | 0-1 | 0 |
| Canadá                      | A | A | A  | A  | 1R | 0-1 | 0 |
| Cincinnati                  | A | A | A  | A  | A  | 0-0 | 0 |
| Shanghái                    | A | A | A  | A  | A  | 0-0 | 0 |
| París                       | A | A | A  | A  | A  | 0-0 | 0 |

## Títulos; 8 (4 + 4)
| Leyenda                     | Individuales | Dobles |
| --------------------------- | ------------ | ------ |
| Grand Slam                  | 0            | 0      |
| ATP World Tour Finals       | 0            | 0      |
| ATP World Tour Masters 1000 | 0            | 0      |
| ATP World Tour 500 Series   | 0            | 0      |
| ATP World Tour 250 Series   | 0            | 0      |
| ATP Challenger Series       | 4            | 4      |

### Individuales
| n.º | Fecha      | Torneo                    | Superficie    | Rival en la final | Resultado     |
| --- | ---------- | ------------------------- | ------------- | ----------------- | ------------- |
| 1.  | 03.03.2013 | Challenger de Salinas     | Tierra batida | Renzo Olivo       | 4-6 6-3, 7-67 |
| 2.  | 28.07.2013 | Challenger de Medellín    | Tierra batida | Guido Andreozzi   | 6-4, 6-4      |
| 3.  | 04.08.2013 | Challenger de San Pablo-3 | Tierra batida | Eduardo Schwank   | 6-2, 6-3      |
| 4.  | 26.10.2014 | Challenger de Córdoba     | Tierra batida | Máximo González   | 7-5, 1-6, 6-3 |

### Dobles
| n.º | Fecha      | Torneo                   | Superficie    | Pareja               | Rivales en la final                | Resultado      |
| --- | ---------- | ------------------------ | ------------- | -------------------- | ---------------------------------- | -------------- |
| 1.  | 14.07.2008 | Challenger de Manta      | Dura          | Eduardo Struvay      | Víctor Estrella Alejandro Fabbri   | 7-5, 3-6, 10-7 |
| 2.  | 09.07.2007 | Challenger de Bogotá (1) | Tierra batida | Alejandro Falla      | Diego Álvarez Sebastián Decoud     | 5-7, 6-4, 10-8 |
| 3.  | 07.07.2012 | Challenger de Panamá     | Tierra batida | Julio Campozano      | Daniel Kosakowski Peter Polansky   | 6-4, 7-5       |
| 4.  | 10.11.2013 | Challenger de Bogotá (2) | Tierra batida | Juan Sebastián Cabal | Nicolás Barrientos Eduardo Struvay | 6-3, 6-2       |